# Aphrania
Aphrania is een geslacht van wantsen uit de familie van de Cimicidae (Bedwantsen). Het geslacht werd voor het eerst wetenschappelijk beschreven door Jordan & Rothschild in 1912.

## Soorten
Het genus bevat de volgende soorten:

- Aphrania barys Jordan & Rothschild, 1912
- Aphrania elongata Usinger, 1966
- Aphrania recta Ferris & Usinger, 1957
- Aphrania thnotae Klein, 1970
- Aphrania vishnou (Mathur, 1953)